# 奥伊拉奇费尔德
奥伊拉奇费尔德是奥地利下奥地利州阿姆施泰滕县的一个市镇。总面积30.71平方公里，总人口2436人，人口密度79.3人/平方公里（2005年）。